# Antioco VIII
Antioco VIII Epifane Callinico Filometore, soprannominato Gripo, dal greco Γρυπός e dal latino Grypus, "naso adunco" (Antiochus VIII Callinicus Philometor; 141 a.C. – 96 a.C.), è stato un sovrano dell'Impero seleucide.
Antioco era figlio del sovrano seleucide Demetrio II Nicatore e di Cleopatra Tea. È noto che, tra la morte di Antioco VII ed il ritorno ad Antiochia di Siria di Demetrio dalla prigionia in Partia, la moglie Cleopatra incoronò sovrano un figlio di Demetrio di nome Antioco Epifane, che fu poi subito deposto all'arrivo del padre (129 a.C.): si potrebbe trattare di Gripo o del suo fratellastro Antioco IX Ciziceno.
Antioco Gripo fu incoronato sovrano nel 125 a.C., quando era ancora un adolescente: Cleopatra aveva fatto uccidere il primo figlio di Demetrio, Seleuco V Filometore, che regnava assieme a lei ma che voleva il potere unico.
Dopo che Antioco riuscì a sconfiggere l'usurpatore Alessandro II Zabina, nel 123 a.C., Cleopatra cercò di sbarazzarsi anche del secondo figlio, offrendogli del vino avvelenato al ritorno da una caccia: Antioco, insospettito dal comportamento insolito della madre, la obbligò a bere, causando la morte di Cleopatra. È possibile che questo episodio sia stato ispirato dal fatto che Gripo si interessava di veleni: alcuni poemi sulle erbe velenose che si ritenevano fossero stati composti dal sovrano seleucide furono citati dal medico Galeno.
Antioco sposò Trifena, principessa della dinastia dei Tolomei. Nel 116 a.C. il suo fratellastro e cugino Antioco IX Ciziceno tornò dall'esilio, causando l'inizio di una guerra civile tra i due. Trifena fece ferocemente assassinare la sorellastra Cleopatra IV, moglie di Ciziceno, presso il tempio di Dafne, vicino Antiochia di Siria; Ciziceno vendicò la moglie uccidendo a sua volta Trifena. I due fratelli si spartirono poi la Siria tra loro fino al 96 a.C., quando Gripo fu assassinato dal suo ministro Eracleone.

## Ascendenza
|                         |               |                         | Genitori                                    |  |  | Nonni |  |  | Bisnonni      |  |  | Trisnonni       |  |
|                         |               |                         |                                             |  |  |       |  |  | 8. Seleuco IV |  |  | 16. Antioco III |  |
|                         |               |                         |                                             |  |  |       |  |  | 8. Seleuco IV |  |  | 16. Antioco III |  |
|                         |               | 17. Laodice III         |                                             |  |  |       |  |  | 8. Seleuco IV |  |  |                 |  |
| 4. Demetrio I Sotere    |               |                         |                                             |  |  |       |  |  | 8. Seleuco IV |  |  |                 |  |
|                         |               | 9. Laodice IV           | 18. Antioco III (= 16.)                     |  |  |       |  |  |               |  |  |                 |  |
|                         |               | 9. Laodice IV           | 18. Antioco III (= 16.)                     |  |  |       |  |  |               |  |  |                 |  |
|                         |               | 9. Laodice IV           | 19. Laodice III (= 17.)                     |  |  |       |  |  |               |  |  |                 |  |
| 2. Demetrio II Nicatore |               | 9. Laodice IV           |                                             |  |  |       |  |  |               |  |  |                 |  |
|                         |               | 10. Seleuco IV (= 8.)   | 20. Antioco III (= 16., 18.)                |  |  |       |  |  |               |  |  |                 |  |
|                         |               | 10. Seleuco IV (= 8.)   | 20. Antioco III (= 16., 18.)                |  |  |       |  |  |               |  |  |                 |  |
|                         |               | 10. Seleuco IV (= 8.)   | 21. Laodice III (= 17., 19.)                |  |  |       |  |  |               |  |  |                 |  |
| 5. Laodice V            |               | 10. Seleuco IV (= 8.)   |                                             |  |  |       |  |  |               |  |  |                 |  |
|                         |               | 11. Laodice IV (= 9.)   | 22. Antioco III (= 16., 18., 20.)           |  |  |       |  |  |               |  |  |                 |  |
|                         |               | 11. Laodice IV (= 9.)   | 22. Antioco III (= 16., 18., 20.)           |  |  |       |  |  |               |  |  |                 |  |
|                         |               | 11. Laodice IV (= 9.)   | 23. Laodice III (= 17., 19., 21.)           |  |  |       |  |  |               |  |  |                 |  |
| 1. Antioco VIII         |               | 11. Laodice IV (= 9.)   |                                             |  |  |       |  |  |               |  |  |                 |  |
|                         | 12. Tolomeo V | 24. Tolomeo IV          |                                             |  |  |       |  |  |               |  |  |                 |  |
|                         | 12. Tolomeo V | 24. Tolomeo IV          |                                             |  |  |       |  |  |               |  |  |                 |  |
|                         | 12. Tolomeo V | 25. Arsinoe III         |                                             |  |  |       |  |  |               |  |  |                 |  |
| 6. Tolomeo VI           | 12. Tolomeo V |                         |                                             |  |  |       |  |  |               |  |  |                 |  |
|                         |               | 13. Cleopatra I         | 26. Antioco III (= 16., 18., 20., 22.)      |  |  |       |  |  |               |  |  |                 |  |
|                         |               | 13. Cleopatra I         | 26. Antioco III (= 16., 18., 20., 22.)      |  |  |       |  |  |               |  |  |                 |  |
|                         |               | 13. Cleopatra I         | 27. Laodice III (= 17., 19., 21., 23.)      |  |  |       |  |  |               |  |  |                 |  |
| 3. Cleopatra Tea        |               | 13. Cleopatra I         |                                             |  |  |       |  |  |               |  |  |                 |  |
|                         |               | 14. Tolomeo V (= 12.)   | 28. Tolomeo IV (= 24.)                      |  |  |       |  |  |               |  |  |                 |  |
|                         |               | 14. Tolomeo V (= 12.)   | 28. Tolomeo IV (= 24.)                      |  |  |       |  |  |               |  |  |                 |  |
|                         |               | 14. Tolomeo V (= 12.)   | 29. Arsinoe III (= 25.)                     |  |  |       |  |  |               |  |  |                 |  |
| 7. Cleopatra II         |               | 14. Tolomeo V (= 12.)   |                                             |  |  |       |  |  |               |  |  |                 |  |
|                         |               | 15. Cleopatra I (= 13.) | 30. Antioco III (= 16., 18., 20., 22., 26.) |  |  |       |  |  |               |  |  |                 |  |
|                         |               | 15. Cleopatra I (= 13.) | 30. Antioco III (= 16., 18., 20., 22., 26.) |  |  |       |  |  |               |  |  |                 |  |
|                         |               | 15. Cleopatra I (= 13.) | 31. Laodice III (= 17., 19., 21., 23., 27.) |  |  |       |  |  |               |  |  |                 |  |
|                         |               | 15. Cleopatra I (= 13.) |                                             |  |  |       |  |  |               |  |  |                 |  |